# Heilig Kreuz (Fulda-Maberzell)
Heilig Kreuz (Fulda-Maberzell) ist eine römisch-katholische Filialkirche im Fuldaer Stadtteil Maberzell im osthessischen Landkreis Fulda, die zum Bistum Fulda gehört und dem Dekanat Fulda zugeordnet ist.
Das Kirchengebäude steht unweit der Maberzeller Straße (B 254) an der L 3418 in der Rittlehenstraße Ecke Nikolaus-Seng-Straße 6.
| Heilig Kreuz (Fulda–Maberzell) |                                           |  |  |
|                                |                                           |  |  |
|                                |                                           |  |  |
| Ort                            | Fulda-Maberzell                           |  |  |
| Konfession                     | römisch-katholisch                        |  |  |
| Diözese                        | Fulda                                     |  |  |
| Patrozinium                    | Heilig Kreuz                              |  |  |
| Baujahr                        | 1973                                      |  |  |
| Architekt                      | Rudolf Schick                             |  |  |
| Bautyp                         | Saalkirche                                |  |  |
| Funktion                       | Filialkirche der Pfarrei St. Martin Fulda |  |  |

## Geschichte
Im Jahre 1462 ist in der Zeit des Fuldaer Fürstabtes Reinhard von Weilnau eine erste Kapelle erwähnt. In den Jahren 1510 und 1594 gehörte Maberzell zum Kirchspiel Haimbach. 1727 wird ein Patrozinium des Vincentius von Saragossa erwähnt. In die Regierungszeit des letzten Fuldaer Fürstbischofs Adalbert III. von Harstall fiel die Säkularisation, in der das Kloster Fulda 1802 aufgelöst wurde. 1812 ist die Maberzeller Kirche noch Tochterkirche von Haimbach.

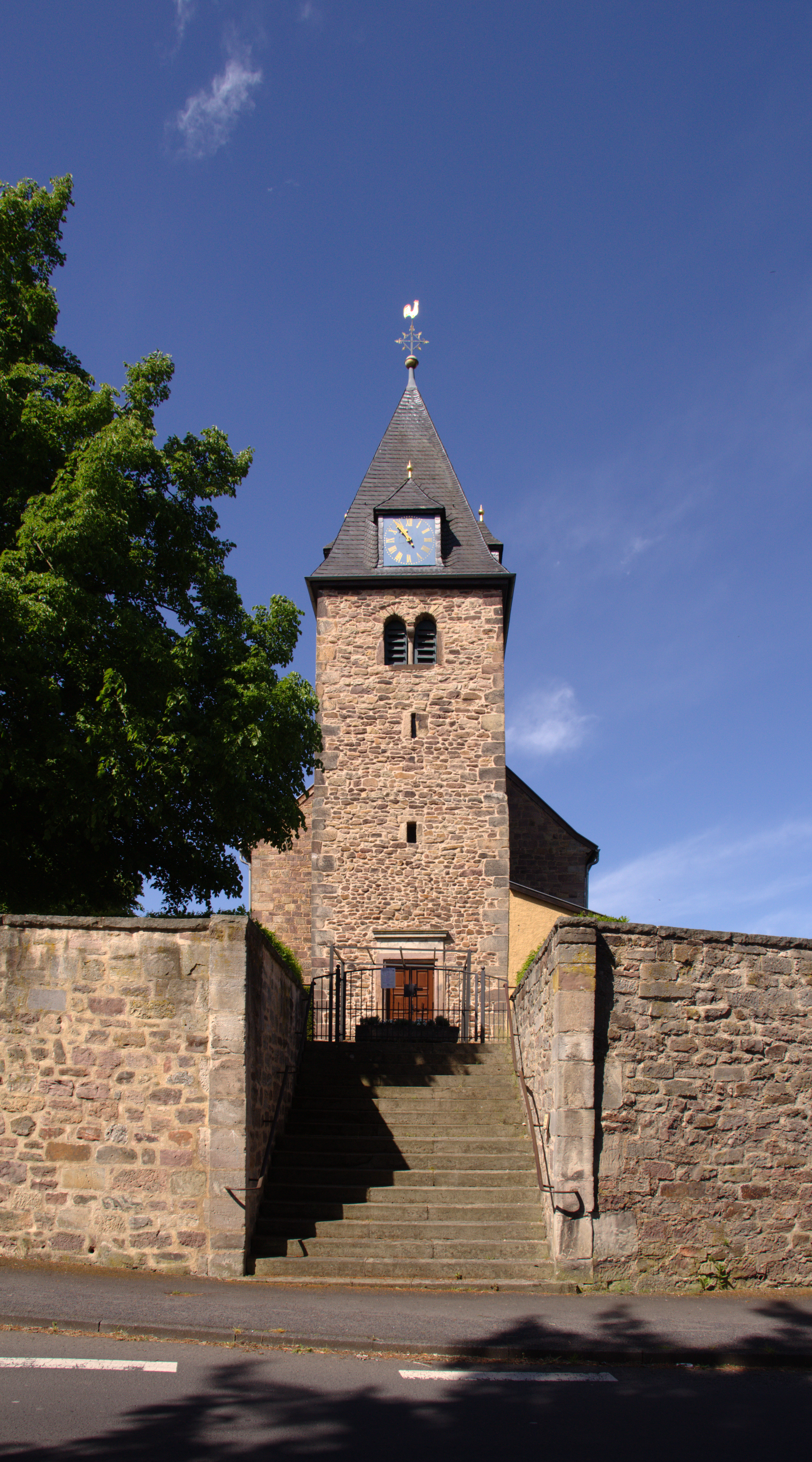
Die Alte Kirche

## Neue Kirche
Die heutige moderne Zeltdachkirche wurde in den Jahren 1972/73 als zweite Kirche in Maberzell erbaut. Sie ist die Nachfolgerkirche der zu klein gewordenen Wehrkirche.
Die neue Kirche ist 1973 in der Amtszeit des Diözesanbischofs Adolf Bolte dem Patrozinium Heiligen Kreuz geweiht worden und hat ein modernes Ambiente. Sie wurde nach den Plänen des Fuldaer Diözesanbaumeisters Rudolf Schick errichtet.

## Künstlerische Gestaltung
Altarbild
Unter dem Ortspfarrer Dompräbendaten Günther Etzel wurde am Kirchweihtag Samstag, 7. November 2004 das von dem Maler Ante Milas geschaffene übergroße Wandbild Die Geschichte der Erlösung eingeweiht. Es ist 12,80 Meter breit und 8,20 Meter hoch und hat damit eine Fläche von 105 Quadratmeter. Es bedeckt mit seinen zwei Flügeln einen Großteil der Altarwand aus Sichtbeton. Das Altarbild ist das größte Mitteleuropas.

## Orgel
1990 erhielt die neue Kirche eine Orgel, gebaut von Matthias Kreienbrink, Osnabrück, mit zwei Manualen und Pedal und 22 Registern.

## Die alte Kirche
Die alte Wehrkirche mit einem Chorturm aus dem 12. Jahrhundert und einem Kirchenschiff ist im Dreißigjährigen Krieg ausgebrannt und war 1656 noch nicht wieder hergestellt. Sie war eine schlichte Wehrkirche mit Totenhof/Friedhof als Saalkirche. Die alte Wehrkirche wurde in der Regierungszeit des Bischofs Christoph Florentius Kött in 1847 abgebrochen und neu errichtet. Das heutige Kirchenschiff aus dieser Zeit hat drei Fensterachsen mit Segmentbogenfenstern und eine Apsis. Nach der Fertigstellung der neuen Pfarrkirche wurde sie profaniert und seit 2002 privat genutzt und steht unter Denkmalschutz.
Der alte Glockenturm verfügt noch über das Glockengeläute und wird für die neue Pfarrkirche weiter genutzt.

## Glocken
Im Glockenturm der alten Kirche befindet sich ein Viergeläut das auch für die neue Kirche genutzt wird. Die neue Heilig-Kreuz-Kirche ist ohne Glockenturm errichtet worden. Der tägliche Stundenschlag erfolgt mit einem Schlagwerk mit je halbstündigem Uhrenschlag zur vollen und halben Stunde und zum Angelusläuten. Neben dem Uhrschlag befinden sich im Kirchturm noch drei Glocken. Die kleinste Glocke, die Andreasglocke, blieb während des Ersten Weltkrieges und des Zweiten Weltkrieges erhalten und musste nicht wie die übrigen Glocken des 19. Jahrhunderts an die Glockenfriedhöfe in Hamburg  für Kriegszwecke abgeliefert werden.

## Wissenswertes
Im Jahre 1990 sollte die alte Kirche abgerissen werden, jedoch verhinderten denkmalpflegerische Belange den Abriss. Es folgte die Profanierung des Kirchenschiffs und des Chorraums. Ab 2003 wurde das Kirchenschiff restauriert und anschließend mit einem Fotostudio einer gewerblichen Nutzung zugeführt.

## Pfarrgemeinde
Die Gemeinde gehört seit 2021 zur Pfarrei St. Martin Fulda, zu der sich alle bisherigen Gemeinden des Pastoralverbundes St. Antonius von Padua Fulda-West zusammengeschlossen haben. Pfarrkirche ist die Kirche St. Andreas (Fulda-Neuenberg) in Fulda-Neuenberg.